# Ломакін Василь Іванович
Васи́ль Іва́нович Лома́кін (1920 — 18 квітня 1944) — радянський військовик часів Другої світової війни, кулеметник 105-го гвардійського стрілецького полку 34-ї гвардійської стрілецької дивізії 46-ї армії, гвардії рядовий. Герой Радянського Союзу (1944).

## Життєпис
Народився 1920 року в селі Карпово-Надеждинка, нині — Донецького району Донецької області, в селянській родині. Українець. Закінчив неповну середню школу і школу ФЗУ у Таганрозі. Працював на Таганрозькому металургійному заводі імені А. А. Андреєва.
До лав РСЧА призваний Амвросіївським РВК у вересні 1943 року. Учасник німецько-радянської війни з 7 січня 1944 року. Воював на 3-му Українському фронті.
Особливо гвардії рядовий В. І. Ломакін відзначився у боях на території Молдови. Він перебував у складі групи з десяти бійців під командуванням гвардії лейтенанта Б. С. Васильєва-Китіна, яка під щільним вогнем супротивника захопила стратегічно важливу висоту на правому березі річки Дністер поблизу села Раскаєць. 17-18 квітня 1944 року протягом 36 годин гвардійці відбили 17 ворожих контратак, знищивши при цьому 250 солдатів і офіцерів супротивника. 18 квітня 1944 року, будучи пораненим, не полишив поле бою. У критичний момент бою, коли набої у кулемета скінчились, останньою гранатою підірвав себе і ворожих солдатів, що його оточили.
Похований поблизу села Раскаєць Штефан-Водського району Молдови.

## Нагороди
Указом Президії Верховної Ради СРСР від 13 вересня 1944 року «за зразкове виконання бойових завдань командування на фронті боротьби з німецько-фашистськими загарбниками та виявлені при цьому відвагу і героїзм», гвардії рядовому Ломакіну Василю Івановичу присвоєне звання Героя Радянського Союзу (посмертно).
Нагороджений орденом Леніна (13.09.1944) і медаллю «За відвагу» (21.04.1944).

## Вшанування пам'яті
Ім'ям Василя Ломакіна названо одну з вулиць міста Амвросіївка Донецької області, у цьому місті також  встановлена Меморіальна дошка.